# Olivier Besancenot

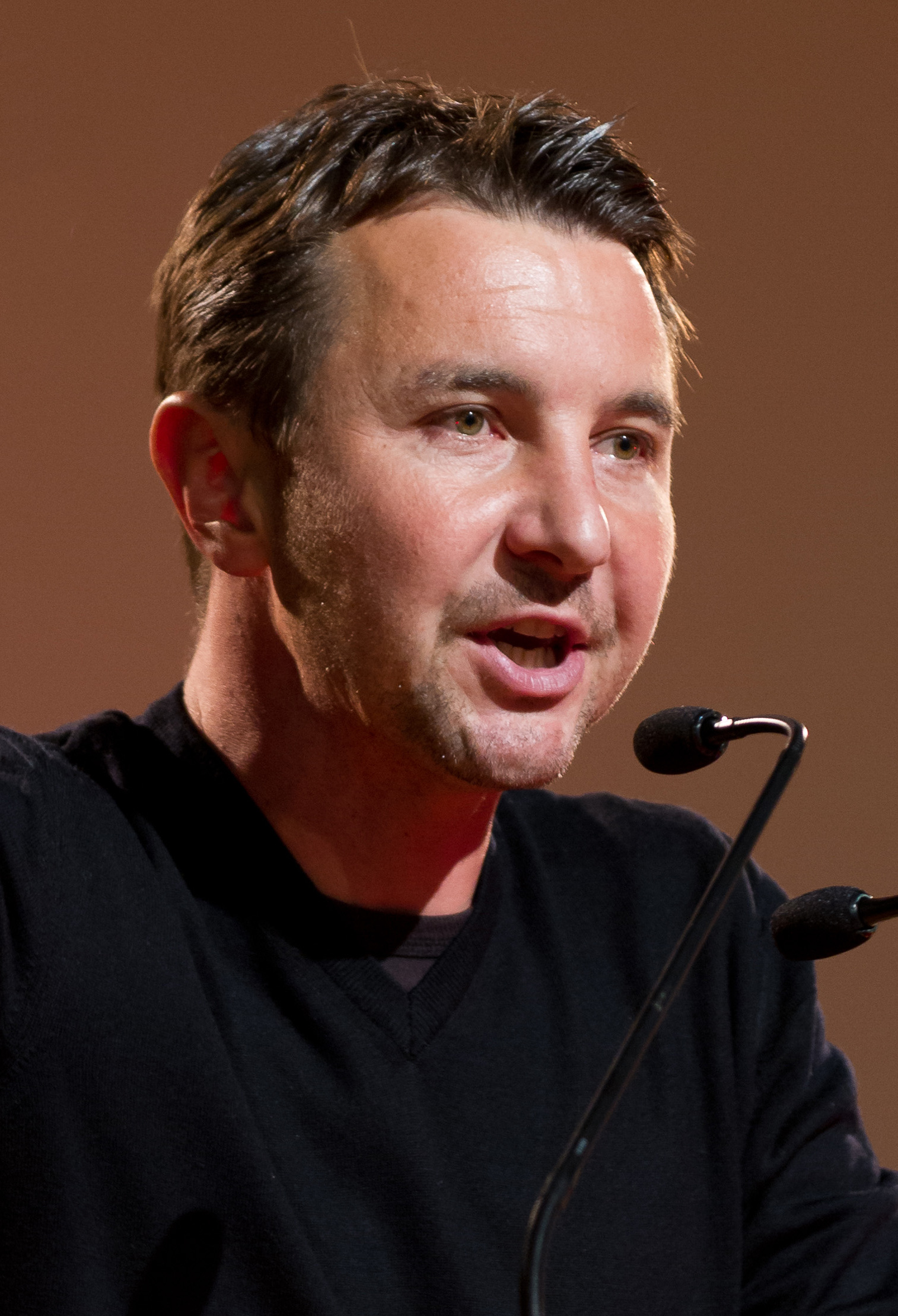
Olivier Besancenot (2012)

Olivier Besancenot (* 18. April 1974 in Levallois-Perret) ist ein französischer Politiker des linksradikalen Spektrums. Er war Sprecher und Präsidentschaftskandidat der trotzkistischen Ligue communiste révolutionnaire (LCR, Revolutionär-Kommunistische Liga) sowie Gründungsmitglied und von 2009 bis 2011 Sprecher des Nouveau Parti Anticapitaliste (NPA, Neue Antikapitalistische Partei).

## Leben
Besancenot, als Sohn eines Physiklehrers und einer Schulpsychologin im Département Hauts-de-Seine im Großraum Paris geboren, ist studierter Historiker und arbeitet seit 1997 als Postbote in Neuilly-sur-Seine. Er ist lediger Vater und bekennender Atheist.
Er begreift sich als altermondialistischer Kommunist und bezieht sich stärker auf Rosa Luxemburg und Che Guevara als auf Leo Trotzki.

### Politischer Werdegang bis 2002
Besancenot wurde zum ersten Mal als Vierzehnjähriger bei SOS Racisme politisch aktiv. Er trat den Jeunesses communistes révolutionnaires, der Jugendorganisation der LCR, bei und wurde 1988 Mitglied deren Nationalbüros. 1991 wird er Mitglied der LCR. In dem Supermarkt, in dem er während seines Studiums arbeitete, gründete er eine Ortsgruppe der kommunistischen Gewerkschaft CGT und ist heute Mitglied der Postgewerkschaft Sud-PTT. 1999 bis 2000 war er parlamentarischer Referent des EU-Parlamentariers Alain Krivine und arbeitet seitdem offiziell wieder als Briefträger bei der staatlichen französischen Post La Poste.

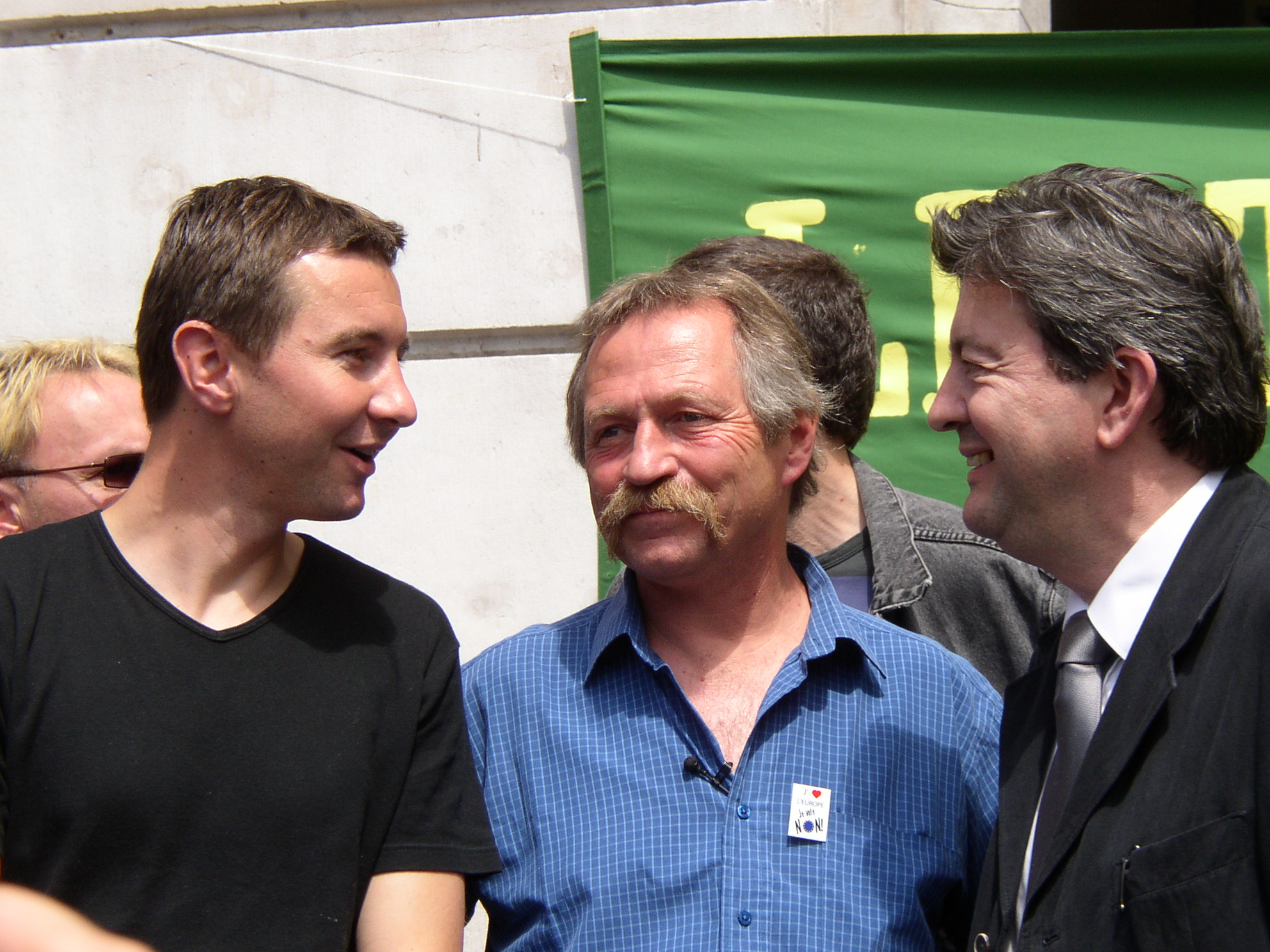
Olivier Besancenot im Gespräch mit José Bové und Jean-Luc Mélenchon, 2005

Zeit seiner politischen Laufbahn hat er das bekämpft, was er den „Modernen Kapitalismus“ nennt. Dieser charakterisiert sich dadurch, dass sich der Besitz des Kapitals von Unternehmen nicht mehr auf einen einzelnen Kapitalisten konzentriere, sondern auf eine Vielzahl von Aktionären verteilt sei, wobei das Proletariat nicht in nennenswerter Weise Anteil an diesem Besitz habe. Die Unternehmensprofite würden immer stärker zwischen Staat und dem Unternehmen selbst (Selbstfinanzierung) aufgeteilt zu Lasten der Beschäftigten, denen der Mehrwert vorenthalten werde. Nach seiner Ansicht habe der „Moderne Kapitalismus“ heute erheblichen Einfluss auf politische Entscheidungen erlangt. Er tritt für eine allgemeine Erhöhung der Löhne und des sozialen Existenzminimums ein, für ein Kündigungsverbot in Betrieben, die Gewinne machen, sowie für eine höhere Besteuerung von Gewinnen und des spekulativen Kapitals.

### An der Spitze der LCR 2002 – 2009
2002 folgte er seinem Mentor Alain Krivine im Amt des Sprechers der LCR nach. Im April 2002 kandidierte er als bisher jüngster Kandidat bei den französischen Präsidentschaftswahlen und erreichte rund 1.210.000 Stimmen, was einem Anteil von 4,25 % der abgegebenen Stimmen entsprach. Im Juni 2004 kandidierte er an der Spitze einer gemeinsamen Liste mit der Lutte Ouvrière in der Region Île-de-France erfolglos für einen Sitz im Europäischen Parlament.
Als fundamentaloppositionelle Partei verweigerte die LCR im Jahr 2006 den Beitritt zum Appell für eine anti-neoliberale Sammlung und gemeinsame Kandidaturen, wegen der darin enthaltenen Formulierungen, welche „die Tür offen lassen zur Bildung einer neuen Pluralistischen Linken“, das heißt für ein Regierungsbündnis einer möglichen Präsidentin Ségolène Royal oder eine parlamentarische Unterstützung ihrer Politik. Infolgedessen kündigte die LCR Besancenots Kandidatur zur Präsidentschaftswahl 2007 an, mit dem Zusatz, die Kandidatur zugunsten eines gemeinsamen Kandidaten mit anderen Parteien fallen zu lassen, falls es zu einer gemeinsamen Distanzierung zur Parti socialiste komme. Die für die Kandidatur notwendige Hürde von mindestens 500 Unterstützungsunterschriften der 47.289 Bürgermeister und Mandatsträger Frankreichs bewältigte Besancenot am 16. März 2007.
Bei den Präsidentschaftswahlen 2007 konnte Besancenot mit 1.498.581 Stimmen respektive 4,08 % sein Ergebnis von 2002 auch bei einer deutlich höheren Wahlbeteiligung bestätigen. Die anderen Kandidaten der extremen Linken erreichten jeweils weniger als die Hälfte seiner Wählerstimmen. Nach der Wahl rief Besancenot zusammen mit anderen linken Kandidaten die Wähler dazu auf, gegen Nicolas Sarkozy zu stimmen, was einer indirekten Wahlempfehlung für Ségolène Royal gleichkam.
Zeitweise war er der Politiker mit den besten Sympathiewerten des Landes, direkt nach Staatspräsident Nicolas Sarkozy. Besonders bei Jugendlichen war er populär.
Im Oktober 2008 wurden Antoine Di Zazzo, ein Importeur von Elektroschock-Waffen, mehrere Polizeibeamte und zwei Privatdetektive unter dem Verdacht der Spionage festgenommen. Ihnen wurde Verletzung der Privatsphäre, des Datenschutzes und des Berufsgeheimnisses vorgeworfen. Sie sollen Besancenot wegen seiner Aktivitäten gegen die Einführung von Tasern im Polizeidienst von Oktober 2007 bis Januar 2008 bespitzelt haben.

### Im NPA ab 2009

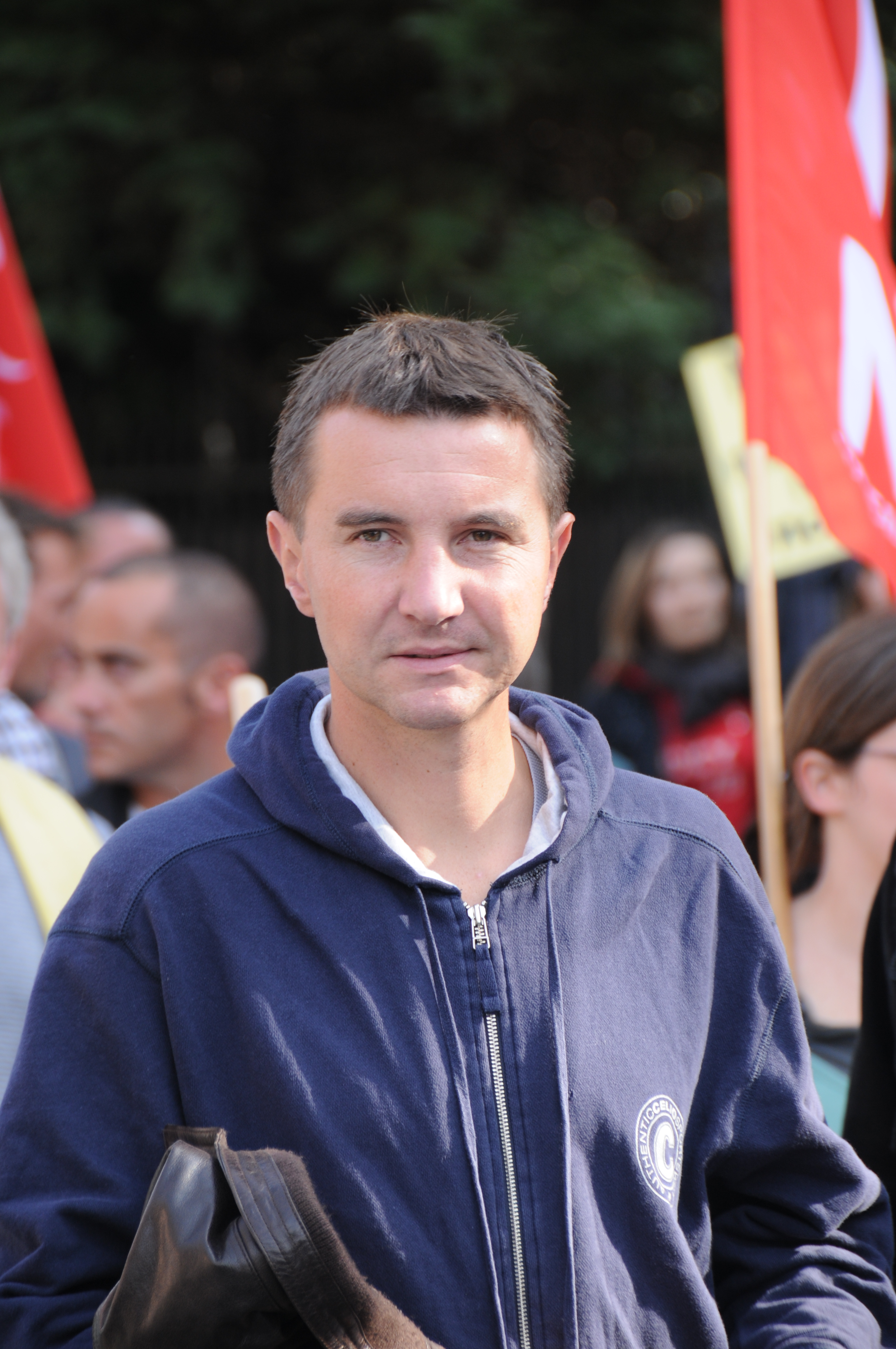
Olivier Besancenot (2009)

Wenige Wochen nach den Präsidentschaftswahlen 2007 hatte Besancenot zur Gründung einer neuen Partei der radikalen Linken aufgerufen, was 2009 zum Aufgehen der LCR im neu entstandenen Nouveau Parti Anticapitaliste (Neue Antikapitalistische Partei) resultierte. Besancenot wurde zum Sprecher der Partei gewählt. Bei der Europawahl 2009 erreichte der NPA zwar einen Rekordstimmenanteil (verglichen mit der LCR) von 4,88 %, doch hatten die Umfragen auf einen noch höheren Stimmenanteil hoffen lassen und durch das Kleinparteien beungünstigende Sitzverteilungsprinzip erreichte die Partei kein Mandat im Europäischen Parlament.
Nach dem eher enttäuschenden Abschneiden der Partei bei den Regionalwahlen Ende 2009 sowie den Kantonalwahlen 2011 und allgemein abflauendem Medieninteresse gab er im April 2011 sein Sprecheramt an Myriam Martin und Christine Poupin ab und erklärte bald darauf, bei den Präsidentschaftswahlen 2012 nicht kandidieren zu wollen.
Seitdem tritt er weiterhin als Mitglied, Aktivist und gelegentlich Kandidat für den NPA auf.

## Publikationen
- Tout est à nous. 2002, ISBN 2-207-25309-0.
- Révolution (100 mots pour changer le monde). 2004, ISBN 2-290-33828-1.
- mit Michael Löwy: Che Guevara, une braise qui brûle encore. Éditions Mille et une nuits, 2007, ISBN 978-2-7555-0043-1.
- mit Daniel Bensaïd: Prenons Parti pour un socialisme du XXIe siècle. Éditions Mille et une nuits, 2009.
- On a voté… et puis après? Le Cherche midi, collection "Documents", 2012.
- La conjuration des inégaux. La lutte des classes au XXIe siècle. Le cherche midi, 2014
- mit Michael Löwy: Affinités révolutionnaires : Nos étoiles rouges et noires. Éditions Mille et une nuits, Août 2014, ISBN 978-2-7555-0722-5.
  - Dt.: Revolutionäre Annäherung. Unsere roten und schwarzen Sterne. Die Buchmacherei, Berlin 2016, ISBN 978-3-00-053364-8.
- Le véritable coût du capital. édition Autrement, 2015, ISBN 978-2-7467-4177-5.
- Que faire de 1917 ? Une contre-histoire de la révolution russe. édition Autrement, 2017, ISBN 978-2-7467-4546-9.